# Vallejera de Riofrío
Vallejera de Riofrío – gmina w Hiszpanii, w prowincji Salamanka, w Kastylii i León, o powierzchni 7,26 km². W 2011 roku gmina liczyła 69 mieszkańców.